# 手塚貴久
手塚 貴久（てづか たかひさ、1964年9月20日 - ）は、日本中央競馬会 (JRA) ・美浦トレーニングセンターに所属する調教師。慶應義塾大学商学部卒。日本調教師会会長、日本中央競馬会運営審議会委員。
父の佳彦は元足利競馬場の調教師。またライスシャワーなどを管理した調教師の飯塚好次は伯父（母の兄）。息子の手塚貴徳は美浦・相沢郁厩舎所属の調教助手で2025年度の新規調教師免許試験に合格している。

## 来歴
父・佳彦は足利競馬場の調教師であり厩舎に住んでいたが、競馬に興味を持ったのは学生の時からだという。
1989年5月、JRA競馬学校厩務員課程に入学し、10月より美浦・相川勝敏厩舎所属の厩務員となる。
1990年3月、美浦・佐藤林次郎厩舎所属となり、4月からは美浦・佐藤全弘厩舎所属の調教助手となる。
1998年、調教師免許を取得する。
1999年、3月1日付けで厩舎を開業する。3月6日、初出走となった中京競馬場での第5競走では、ドウカンロドリゴが10着だった。4月11日、中山競馬場での第3競走に出走したフォージドチャンプが勝利し、のべ13頭目でJRA初勝利を挙げる。第16回フェアリーステークスをベルグチケットが制し、開業1年目でJRA重賞初勝利を挙げた。
2004年11月14日、福島1Rで、シベリアンホビーが1着となり、1044戦目でJRA通算100勝を達成。
2005年、第56回全日本2歳優駿をグレイスティアラが制し、GI初勝利を挙げる。
2008年10月25日、福島7Rでレイクエルフが1着となり、現役112人目となるJRA通算200勝を2013戦目で達成した。
2011年12月18日、朝日杯フューチュリティステークスでアルフレードが1着となり、中央G1初制覇。
2013年2月16日、東京4Rでジェットストリームが1着となり、現役73人目となるJRA通算300勝を達成した。同年、第73回桜花賞をアユサンで優勝し、クラシック初制覇を果たした。この年の東京競馬記者クラブ賞を受賞。
2016年7月2日、福島10Rでアルタイルが1着となり、現役45人目のJRA通算400勝を4268戦目で達成した。
2019年8月17日、札幌3Rでゴーインピースが1着となり、現役27人目となるJRA通算500勝を達成した。
2021年6月24日、管理馬の薬物検出事案により大竹正博が2か月の調教停止処分を受けたことに伴い、ブラストワンピースなど大竹厩舎の全管理馬58頭が手塚厩舎に転厩となり、JRAより22馬房の臨時貸付を受けた（8月23日まで）。
2022年5月14日、東京10Rでアルビージャが1着となり、現役18人目となるJRA通算600勝を6117戦目で達成した。
2025年5月18日、東京5Rでビリングスで1着となり、史上60人目、現役10人目となるJRA通算700勝を7110戦目で達成した。

## エピソード
- 当初は活躍馬が短距離に偏っていることから「短距離偏重」の厩舎として有名であったが、2020年前後からはフィエールマンやユーバーレーベンなど中～長距離の活躍馬も出てきている。
- 父・佳彦が足利競馬場の調教師（ドージマファイターなどを管理）をしていたことから、旧北関東競馬（廃止）に人脈が豊富である。開業後、初勝利を挙げるまでには苦労をしたが、当時、足利で馬を持っていた藤田与志男にアメリカの競りに連れて行ってもらう。その際、「日本をたつ前に初勝利を挙げたらお祝いで1頭好きな馬を買って良い」と言ってもらい、実際に初勝利したことで買ってもらえたのがマルターズホークだった。マルターズホークは2000年の共同通信杯（G3）で3着するなど活躍した。実績を残したことで藤田はその後もアメリカに誘ってくれた。ある年、競りに上場される馬を引いていた男から声をかけられ、見ると以前アメリカで修業していた時に一緒に調教に乗っていた男であった。それを見ていた藤田はその男が引いていた馬を購入。それがマルターズホークの半弟シベリアンホークであった[15]。

## 調教師成績
|            | 日付           | 競馬場・開催  | 競走名       | 馬名               | 頭数 | 人気 | 着順 |
| ---------- | -------------- | ------------- | ------------ | ------------------ | ---- | ---- | ---- |
| 初出走     | 1999年3月6日   | 1回中京7日5R  | 5歳上500万下 | ドウカンロドリゴ   | 16頭 | 5    | 10着 |
| 初勝利     | 1999年4月11日  | 回中山6日3R   | 4歳未勝利    | フォージドチャンプ | 11頭 | 11   | 1着  |
| 重賞初出走 | 1999年9月5日   | 3回新潟8日11R | 新潟3歳S     | ベルグチケット     | 11頭 | 2    | 2着  |
| 重賞初勝利 | 1999年12月25日 | 5回中山7日11R | フェアリーS  | ベルグチケット     | 15頭 | 2    | 1着  |
| GI初出走   | 1999年12月5日  | 5回阪神2日11R | 阪神3歳牝馬S | ベルグチケット     | 14頭 | 8    | 7着  |
| GI初勝利   | 2011年12月18日 | 5回中山6日11R | 朝日杯FS     | アルフレード       | 16頭 | 1    | 1着  |

## 主な管理馬
※括弧内は当該馬の優勝重賞競走、太字はGI級競走。
- ベルグチケット（1999年フェアリーステークス）
- シベリアンホーク（2003年キャピタルステークス）
- コンラッド（2005年ラジオたんぱ賞）
- グレイスティアラ（2005年エーデルワイス賞、全日本2歳優駿、2006年兵庫チャンピオンシップ）
- アイルラヴァゲイン（2007年オーシャンステークス）
- ブラックバースピン（2007年CBC賞）
- クランエンブレム（2011年阪神ジャンプステークス）
- クリーバレン（2011年新潟ジャンプステークス）
- アイムユアーズ（2011年ファンタジーステークス、2012年フィリーズレビュー、クイーンステークス、2013年クイーンステークス）
- アルフレード（2011年朝日杯フューチュリティステークス）
- アユサン（2013年桜花賞）
- アジアエクスプレス（2013年朝日杯フューチュリティステークス、2014年レパードステークス）
- ヤングマンパワー（2015年アーリントンカップ、2016年関屋記念、富士ステークス）[16]
- ハートレー（2015年ホープフルステークス）
- セダブリランテス （2017年ラジオNIKKEI賞、2018年中山金杯）
- フィエールマン （2018年菊花賞、2019年・2020年天皇賞（春）連覇）
- モンドインテロ （2019年ステイヤーズステークス）
- マルターズディオサ（2020年チューリップ賞、紫苑ステークス）
- ウインマリリン（2020年フローラステークス、2021年日経賞、オールカマー、2022年香港ヴァーズ）
- シュネルマイスター（2021年NHKマイルカップ、毎日王冠、2023年マイラーズカップ）[17]
- ユーバーレーベン（2021年優駿牝馬）
- マイネルファンロン （2021年新潟記念）
- アサマノイタズラ（2021年セントライト記念）
- ソールオリエンス（2023年京成杯、皐月賞）[18]
- ボンドガール（2024年秋華賞など重賞2着4回）
- ブラウンラチェット（2024年アルテミスステークス）
- マスカレードボール（2025年共同通信杯）[19]

## 主な厩舎スタッフ
- 板倉真由子 - 調教厩務員
- 矢嶋大樹 - 調教助手（2012年 - 2023年）
- 嶋田純次 - 騎手